# Daniel Ernest Jabłoński
Daniel Ernest Jabłoński, niem. Daniel Ernst Jablonski (ur. 26 listopada 1660 w Mokrym Dworze, zm. 25 maja 1741 w Berlinie) – duchowny protestancki, senior Jednoty Braci Czeskich, intelektualista i działacz religijny. Jego bratem był historyk Jan Teodor Jabłoński, a synem niemiecki lingwista i teolog Paweł Ernest Jabłoński.

## Życiorys
Pochodził z rodziny duchownych czeskobraterskich, którzy opuścili Królestwo Czech w okresie wojny trzydziestoletniej. Był synem Piotra Figulusa i Elżbiety Komeńskiej, a także wnukiem Jana Amosa Komeńskiego.
W latach 1677–1680 studiował teologię, filozofię i języki bliskowschodnie we Frankfurcie nad Odrą oraz w Oksfordzie.
Niedługo po odbyciu studiów został pastorem gminy ewangelicko-reformowanej w Magdeburgu. W latach 1686–1691 pełnił funkcję rektora gimnazjum protestanckiego w Lesznie. W 1699 roku został ordynowany senioriem braci czeskich. Od 1699 roku pełnił również funkcję seniora generalnego dla wyznawców kalwinizmu w Wielkim Księstwie Litewskim. W 1707 roku podczas wojny północnej opuścił Leszno i na stałe przeprowadził się do Berlina.
Od 1691 roku związany był z dworem elektora brandenburskiego. Pełnił funkcję nadwornego kaznodziei księcia-elektora Fryderyka I Hohenzollerna i opiekował się pruskimi ewangelikami-reformowanymi, którzy w 1718 roku wybrali go do swojego konsystorza, a w 1729 roku mianowali superintendentem.
Daniel Ernest Jabłoński był autorem wielu prac religijnych i politycznych. Wraz z Gottfriedem Leibnizem był współzałożycielem Pruskiej Akademii Nauk w Berlinie (1700).
Rzecznik unii kościelnej pomiędzy luteranami, kalwinami i braćmi czeskimi w Rzeczypospolitej Obojga Narodów. Pomysłodawca niezrealizowanego planu stworzenia w Królestwie Prus kościoła episkopalnego na wzór angielski.
Pod koniec życia wspierał rozwój wspólnoty braci morawskich z Herrnhut.
Ordynował na seniorów tej kongregacji Dawida Nitschmanna (1735) i Mikołaja von Zinzendorfa (1737).